# Liste der Kulturdenkmale im Concelho Figueira da Foz
In der Liste der Kulturdenkmale im Concelho Figueira da Foz sind alle Kulturdenkmale des portugiesischen Kreises Figueira da Foz aufgeführt.

## Kulturdenkmale nach Freguesia

### Alhadas
|   | Offizielle Bezeichnung                                                  | Beschreibung | Kategorie        | Stufe | Jahr | Bild |
| - | ----------------------------------------------------------------------- | ------------ | ---------------- | ----- | ---- | ---- |
| 1 | Monumentos da Serra da Brenha, einschließlich des Dólmen das Carniçosas |              | Bodendenkmal     | MN    | 1910 |      |
| 2 | Casa da Renda                                                           |              | Zivilarchitektur | IIM   |      |      |

### Brenha
|   | Offizielle Bezeichnung     | Beschreibung | Kategorie         | Stufe | Jahr | Bild |
| - | -------------------------- | ------------ | ----------------- | ----- | ---- | ---- |
| 3 | Igreja Paroquial de Brenha |              | Sakralarchitektur | IIM   | 2004 |      |

### Buarcos
|    | Offizielle Bezeichnung                | Beschreibung | Kategorie          | Stufe | Jahr | Bild |
| -- | ------------------------------------- | ------------ | ------------------ | ----- | ---- | ---- |
| 4  | Torre de Redondos                     |              | Militärarchitektur | IIM   | 1996 |      |
| 5  | Fortaleza de Buarcos                  |              | Militärarchitektur | IIP   | 1961 |      |
| 6  | Fortim dos Palheiros                  |              | Militärarchitektur | IIP   | 1967 |      |
| 7  | Igreja da Misericórdia de Buarcos     |              | Sakralarchitektur  | IIP   | 1978 |      |
| 8  | Pelourinho de Buarcos                 |              | Zivilarchitektur   | IIP   | 1933 |      |
| 9  | Pelourinho de Redondos                |              | Zivilarchitektur   | IIP   | 1933 |      |
| 10 | Capela de Nossa Senhora da Conceição  |              | Sakralarchitektur  | IIP   | 1961 |      |
| 11 | Capela de Nossa Senhora da Encarnação |              | Sakralarchitektur  | IIM   | 2004 |      |
| 12 | Farol do Cabo Mondego                 |              | Zivilarchitektur   | IIM   | 2004 |      |
| 13 | Igreja de São Pedro de Buarcos        |              | Sakralarchitektur  | VC    | 2002 |      |
| 14 | Teatro Trindade                       |              | Zivilarchitektur   | VC    | 2002 |      |

### Ferreira-a-Nova
|    | Offizielle Bezeichnung | Beschreibung | Kategorie    | Stufe | Jahr | Bild |
| -- | ---------------------- | ------------ | ------------ | ----- | ---- | ---- |
| 15 | Castro de Santa Olaia  |              | Bodendenkmal | IIP   | 1953 |      |

### Lavos
|    | Offizielle Bezeichnung               | Beschreibung | Kategorie         | Stufe | Jahr | Bild |
| -- | ------------------------------------ | ------------ | ----------------- | ----- | ---- | ---- |
| 16 | Igreja de Nossa Senhora da Conceição |              | Sakralarchitektur | MIP   | 2011 |      |

### Maiorca
|    | Offizielle Bezeichnung        | Beschreibung | Kategorie         | Stufe | Jahr | Bild |
| -- | ----------------------------- | ------------ | ----------------- | ----- | ---- | ---- |
| 17 | Paço de Maiorca               |              | Zivilarchitektur  | IIP   | 1977 |      |
| 18 | Casa da Quinta                |              | Zivilarchitektur  | IIP   | 1999 |      |
| 19 | Igreja Matriz de Maiorca      |              | Sakralarchitektur | VC    | 2000 |      |
| 20 | Palácio do Conselheiro Branco |              | Zivilarchitektur  | IIM   | 2002 |      |

### Marinha das Ondas
|    | Offizielle Bezeichnung           | Beschreibung | Kategorie         | Stufe | Jahr | Bild |
| -- | -------------------------------- | ------------ | ----------------- | ----- | ---- | ---- |
| 21 | Capela de Nossa Senhora de Ceiça |              | Sakralarchitektur | IIP   | 1970 |      |

### Paião
|    | Offizielle Bezeichnung           | Beschreibung | Kategorie         | Stufe | Jahr | Bild          |
| -- | -------------------------------- | ------------ | ----------------- | ----- | ---- | ------------- |
| 22 | Mosteiro de Santa Maria de Seiça |              | Sakralarchitektur | IIP   | 2002 | Kloster Seiça |
| 23 | Ponte da Cerca                   |              |                   | IIM   |      |               |

### Quiaios
|    | Offizielle Bezeichnung      | Beschreibung | Kategorie         | Stufe | Jahr | Bild |
| -- | --------------------------- | ------------ | ----------------- | ----- | ---- | ---- |
| 24 | Igreja Paroquial de Quiaios |              | Sakralarchitektur | IIM   | 2003 |      |

### São Julião da Figueira da Foz
|    | Offizielle Bezeichnung                                                           | Beschreibung | Kategorie          | Stufe | Jahr | Bild |
| -- | -------------------------------------------------------------------------------- | ------------ | ------------------ | ----- | ---- | ---- |
| 25 | Pelourinho da Figueira da Foz                                                    |              | Zivilarchitektur   | MN    | 1910 |      |
| 26 | Ensemble aus Castelo das Conchas, Casa das Conchas und Esplanada Silva Guimarães |              | Zivilarchitektur   | VC    | 1997 |      |
| 27 | Casino Oceano                                                                    |              |                    | IIM   |      |      |
| 28 | Hotel Mercure oder Grande Hotel da Figueira (einschließlich Schwimmbäder)        |              | Zivilarchitektur   | IIP   | 2002 |      |
| 29 | Forte de Santa Catarina                                                          |              | Militärarchitektur | IIP   | 1961 |      |
| 30 | Igreja de Santo António                                                          |              | Sakralarchitektur  | IIP   | 1978 |      |
| 31 | Capela de Santa Catarina                                                         |              | Sakralarchitektur  | IIP   | 1961 |      |
| 32 | Casa do Paço                                                                     |              | Zivilarchitektur   | IIP   | 1967 |      |
| 33 | Cruzeiro de pedra                                                                |              | Sakralarchitektur  | IIP   | 1967 |      |
| 34 | Centro de Diversões                                                              |              | Zivilarchitektur   | IIM   | 2002 |      |
| 35 | Edifício da Alfândega                                                            |              | Zivilarchitektur   | IIM   | 2004 |      |
| 36 | Edifiício da Assembleia Figueirense                                              |              | Zivilarchitektur   | IIM   | 2002 |      |
| 37 | Edifício da Caixa Geral de Depósitos                                             |              | Zivilarchitektur   | VC    | 2002 |      |
| 38 | Paços do Concelho                                                                |              | Zivilarchitektur   | IIM   | 2001 |      |
| 39 | Igreja de São Julião                                                             |              | Sakralarchitektur  | VC    | 2002 |      |
| 40 | Mercado Municipal Engenheiro Silva                                               |              | Zivilarchitektur   | IIM   | 2004 |      |
| 41 | Quinta das Olaias                                                                |              | Zivilarchitektur   | IIM   | 2002 |      |
| 42 | Torre do Relógio                                                                 |              | Zivilarchitektur   | IIM   | 2004 |      |
| 43 | Coliseu Figueirense                                                              |              |                    | IIM   |      |      |

### Tavarede
|    | Offizielle Bezeichnung                  | Beschreibung | Kategorie        | Stufe | Jahr | Bild |
| -- | --------------------------------------- | ------------ | ---------------- | ----- | ---- | ---- |
| 44 | Paço de Tavarede oder Solar de Tavarede |              | Zivilarchitektur | IIM   | 1982 |      |

Legende: PM – Welterbe; MN – Monumento Nacional; IIP – Imóvel de Interesse Público; IIM – Imóvel de Interesse Municipal; VC – Klassifizierung läuft